# Verdrag van de Cuenca de la Plata
Het Verdrag van de Cuenca de la Plata werd op 23 april 1969 getekend tussen de Zuid-Amerikaanse landen Argentinië, Bolivia, Paraguay en Uruguay. Het was een handelsverdrag met als doel de liberalisering van de onderlinge handel en de integratie van de grensgebieden van de betrokken landen. Het verdrag werd genoemd naar het bekken van de Río de la Plata, en kwam voort uit de vastgelopen onderhandelingen in het kader van de vorming van een Latijns-Amerikaanse Vrijhandelszone (LAFTA). In 1973 werd het verdrag ook door Brazilië onderschreven.